# NGC 3569
NGC 3569 est une vaste (?) galaxie lenticulaire située dans la constellation de la Grande Ourse. NGC 3569 a été découverte par l'astronome prussien Heinrich Louis d'Arrest en 1864.

## Caractéristiques
Selon la base de données Simbad, NGC 3569 est une galaxie active contenant un blazar. L'indication PEG semble donc être une erreur.

### Distance
Sa vitesse par rapport au fond diffus cosmologique est de 7 741 ± 29 km/s, ce qui correspond à une distance de Hubble de 114,2 ± 8,0 Mpc (∼372 millions d'al).
À ce jour, une mesure non basée sur le décalage vers le rouge (redshift) donne une distance d'environ 168,000 Mpc (∼548 millions d'al). Cette valeur est nettement à l'extérieur des valeurs de la distance de Hubble. Notons que c'est avec la valeur moyenne des mesures indépendantes, lorsqu'elles existent, que la base de données NASA/IPAC calcule le diamètre d'une galaxie et qu'en conséquence le diamètre de NGC 6730 pourrait être d'environ 38,7 kpc (∼126 000 al) si on utilisait la distance de Hubble pour le calculer.

### Classification
Selon la base de données NASA/IPAC, NGC 3569 est une galaxie elliptique passive (PEG, passive elliptical galaxy), mais NED la classsifie aussi comme une galaxie lenticulaire (SA0^0), une contradiction apparente.